# Kacutoši Naitó
Kacutoši Naitó (japonsky 内藤 克俊, 25. února 1895, Hongawa - 27. září 1969) byl japonský zápasník. V roce 1924 startoval na olympijských hrách v Paříži. Vybojoval bronzovou medaili ve volném stylu v pérové váze. Ve stejné kategorii v zápase řecko-římském vybojoval dělené osmé místo.